# Eccica-Suarella
Eccica-Suarella (korsisch Eccica è Suaredda) ist eine französische Gemeinde mit 1369 Einwohnern (Stand: 1. Januar 2022) im Département Corse-du-Sud in der Region Korsika. Sie gehört zum Arrondissement Ajaccio und zum Gemeindeverband Celavu-Prunelli.

## Geografie
Eccica-Suarella liegt auf durchschnittlich 235 m Meereshöhe, etwa 17 Kilometer östlich von Ajaccio zwischen der Mittelmeerküste und den Vorbergen des korsischen Gebirges. Die Gemeinde besteht aus den Bergdörfern Suarella auf 230 m und Eccica sowie einigen kleinen Weilern und Bergbauernhöfen. Suarella ist das größere Dorf; hier befindet sich das Rathaus (mairie). Umgeben wird Eccica-Suarella von den Nachbargemeinden Ocana im Norden, Tolla im Nordosten, Bastelica im Osten, Cauro im Süden sowie Bastelicaccia im Westen. Das 1447 ha umfassende Gemeindegebiet, davon 251 ha Wald, wird im Norden vom Fluss Prunelli begrenzt.
Der niedrigste Punkt in der Gemeinde liegt auf 8 m am Ufer des Prunelli im äußersten Westen, den höchsten Punkt mit 538 m bildet der Berg Punta di San Martinu im Osten der Gemeinde.

## Bevölkerungsentwicklung
| Jahr      | 1962 | 1968 | 1975 | 1982 | 1990 | 1999 | 2010 | 2021 |
| Einwohner | 330  | 313  | 329  | 503  | 570  | 684  | 1030 | 1357 |

Im Jahr 1968 wurde mit 313 Bewohnern die bisher niedrigste Einwohnerzahl ermittelt. Die Zahlen basieren auf den Daten von cassini.ehess und INSEE.

## Sehenswürdigkeiten
- Pfarrkirche Saint-Thomas zwischen Eccica und Suarella
- Kapelle in Suarella
- Kapelle in Eccica
- zahlreiche Wegkreuze
- Lavoir in Suarella

## Persönlichkeiten
- Marc Fumaroli (1932–2020), französischer Philologe, Literaturwissenschaftler, Historiker und Essayist, lebte in Eccica-Suarella

## Wirtschaft und Infrastruktur
In der Gemeinde Eccica-Suarella gibt es zwei Bäcker, zwei Metzger und zwei Floristen. Die Rebflächen im Südwesten der Gemeinde sind Teil des Weinbaugebietes Ajaccio mit dem Status einer Appellation d’Origine Contrôlée (AOC).
Durch das Gemeindegebiet von Eccica-Suarella führt die RN 196 von Ajaccio nach Sartène.

## Belege
1. ↑  Eccica-Suarella auf cassini.ehess
2. ↑  Eccica-Suarella auf INSEE
3. ↑  Geschäfte auf annuaire-mairie.fr (französisch)